# 五里店街道 (北京市)
五里店街道，是中华人民共和国北京市丰台区下辖的一个乡镇级行政单位，行政区划代码110106024。

## 历史沿革
2020年12月，根据北京市民政局《关于同意丰台区部分行政区划变更的批复》（京民划函〔2020〕189号），新设立五里店街道办事处，辖区范围东至西四环南路，南至京广铁路，西至京港澳高速，北至卢沟桥路。五里店街道办事处驻五里店270号。辖区范围由丰台街道、原卢沟桥街道和原卢沟桥地区划入。

## 行政区划
五里店街道下辖以下地区：
程庄路16号院社区、东安街头条十九号院社区、六十三号院社区、北大地十六号院社区、北大地西区社区、东安街头条社区、东安街社区、彩虹南社区、彩虹北社区、五里店第一社区、五里店第二社区、丰西路社区、油泵厂社区、大井社区、丰体时代花园社区、和风四季社区。